# Орден Благородной Бухары
 О́рден Благоро́дной Бухары́ (также Буха́рская золота́я звезда́) учрежден эмиром Музаффаром в 1881 году. За основу орденского знака взята звезда.

## История

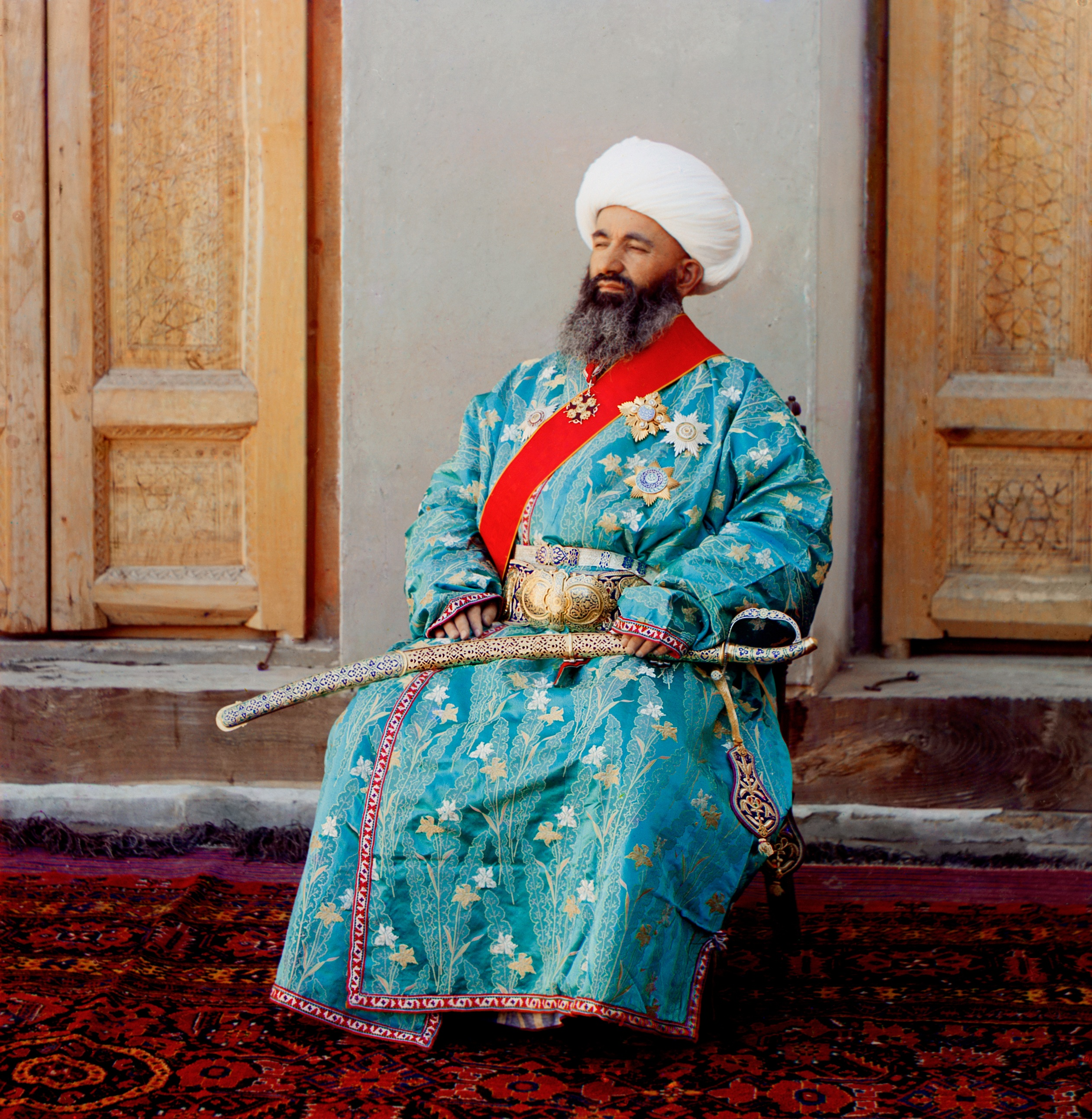
Куш-беги (министр внутренних дел) Бухарского эмирата, награждённый двумя бухарскими орденами — орденом Короны государства Бухары и орденом Благородной Бухары (а также российским орденами св. Анны 1 ст. и св. Станислава 1 ст.), начало XX века

При правлении бухарского эмира Музаффара из узбекского рода мангыт в Бухарском эмирате появились первые награды. В 1881 году он учредил орден Благородной Бухары, который имел только звезду. В литературе орден Благородной Бухары чаще всего и упоминается как «звезда» (иногда даже как «орден Восходящей звезды Бухары»). На ордене была надпись арабской вязью («Награда столицы Благородной Бухары») и датой начала правления эмира.
Новая награда была присуждена императору России Александру II, а позже Николаю II. Император Александр II был первым из награждённых этим орденом, в ответ за эту награду он наградил эмира Музаффара Орденом Святой Анны 1 ст. В 1882 году орден Благородной Бухары имели уже некоторые офицеры бухарской армии.
При эмире Абдалахаде, который вступил на трон в 1885 году, орден присуждался как местным чиновникам, так и представителям русской администрации. В России орден Благородной Бухары получил известность только с 1893 года, когда бухарский эмир совершил почти трёхмесячное путешествие в Санкт-Петербург и обратно.
К 1920 году у многих бухарских чиновников и офицеров был этот орден.

## Степени ордена и правила ношения

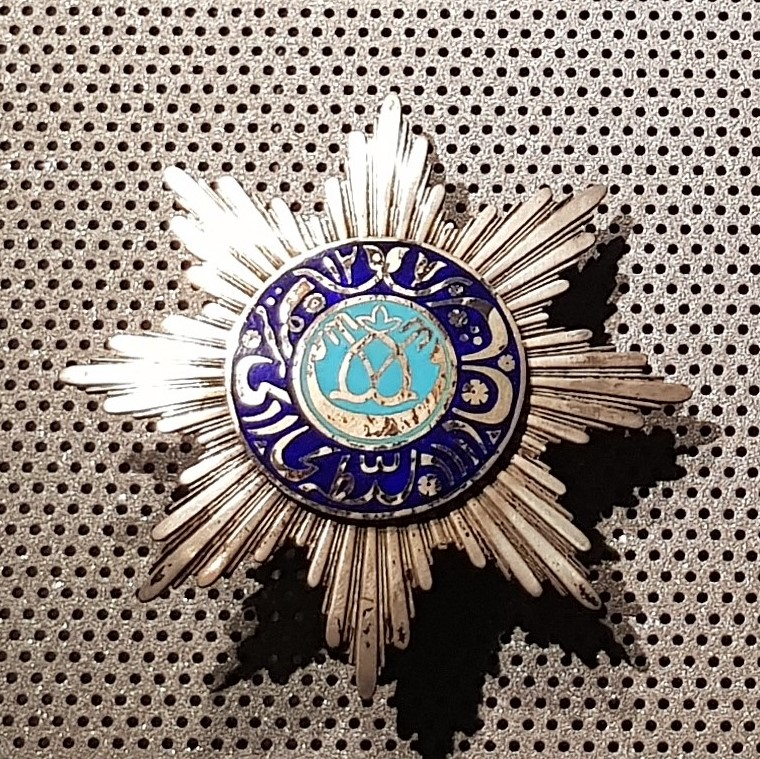
Орден звезды Бухары

Орден Благородной Бухары имел 8 степеней: три — золотых, три — серебряных и два наивысших класса — золотая звезда с бриллиантами и золотая звезда с алмазами. Орденские звёзды каждой степени различались размером центрального медальона и орнаментом, который в нём размещался. Иногда была позолочена только середина медальона, а лучи звезды были серебряными. Форма орденских знаков (по крайней мере, первых шести степеней) была позаимствована у звезды ордена Святого Станислава (или Святой Анны).

## Награждённые
- Лев Барщевский
- Исмаил Гаспринский, орден III степени.
- Василий Новицкий, Таврический губернатор, Бухарская Золотая звезда I степени (1911)[2].
- Николай Обручев (1889), русский военный деятель, писатель[3]
- Александр Ольденбургский
- Вильям Олив, Таврический предводитель дворянства, Золотая звезда.
- Алексей Поливанов в 1886 году.
- Сергей Писарев в 1914 году — Золотая звезда третьей степени.
- Дмитрий Яворницкий — в 1894 году за труд «Путеводитель по Средней Азии от Баку до Ташкента в археологическом и историческом отношениях»
- Гаджи Тагиев
- Сафарали-бек Велибеков
- Фёдор Шаляпин — Золотая звезда 3-й степени (1902).
- Михаил Певцов, генерал-майор. В 1898 году.
- Леонид Верховцев — Золотая звезда 1-й степени (4 февраля 1899)[4].
- князь Борис Вяземский — Золотая звезда 3-й степени (январь 1912).
- Александр Огиевич, коллежский советник при МВД — Золотая звезда 2-й степени пожалована Эмиром Бухарским, за обнаружение злоумышленников, похитивших 167 тысяч рублей, перевозимых из Новой в Старую Бухару 3 ноября 1909 года.